# Muhr am See
Muhr am See (amtlich Muhr a. See) ist eine Gemeinde im mittelfränkischen Landkreis Weißenburg-Gunzenhausen und liegt rund 50 Kilometer südwestlich von Nürnberg am Altmühlsee.

## Geografie

### Lage
Der Ort liegt in der Region Westmittelfranken inmitten des Fränkischen Seenlands etwa fünf Kilometer nördlich von Gunzenhausen im Nordwesten des Landkreises Weißenburg-Gunzenhausen. Südlich fließt zwischen der Ortschaft und dem knapp 400 Meter entfernten Altmühlsee die Altmühl hindurch. Weiteres Fließgewässer der Gemeinde ist der Nesselbach. Westlich von Muhr liegt das Feuchtgebiet Wiesmet. Durch das Gemeindegebiet führt die Bundesstraße 13 und die Bahnstrecke Treuchtlingen–Würzburg. Während weite Teile der Gemeinde in einer von Wiesen, Feldern und Auen geprägten Offenlandschaft liegt, befindet sich im Norden der Mönchswald, der, vom Nesselbach begrenzt, im Osten in den Haundorfer Wald übergeht. Im Westen und Norden grenzt die Gemeinde an den benachbarten Landkreis Ansbach. Im Süden liegt das Naturschutzgebiet Vogelfreistätte Flachwasser- und Inselzone im Altmühlsee. Der Ort ist mit 10,95 Quadratkilometern die flächenkleinste Gemeinde des Landkreises Weißenburg-Gunzenhausen. Die Gemeinde weist zugleich die höchste Bevölkerungsdichte des Landkreises auf.

### Nachbargemeinden
Die Nachbargemeinden sind:
| Merkendorf           | Merkendorf                                  | Haundorf, Mitteleschenbach, Merkendorf |
| Ornbau, Arberg       | Kompassrose, die auf Nachbargemeinden zeigt | Haundorf                               |
| Gunzenhausen, Arberg | Gunzenhausen,                               | Gunzenhausen                           |

### Gemeindegliederung
Die Gemeinde hat drei Gemeindeteile (in Klammern ist der Siedlungstyp angegeben):
- Forsthaus (Einöde)
- Muhr am See (Pfarrdorf)
- Wehlenberg (Weiler)

Der Hauptort besteht aus den ehemaligen Gemeindeteilen Altenmuhr, Neuenmuhr und Stadeln, welche baulich miteinander verbunden sind.
Es gibt die Gemarkungen Altenmuhr und Neuenmuhr.

## Geschichte
Der erste Hinweis auf die Herren von Muhr stammt aus dem Jahr 888. Für 893 ist der Ortsname vicus mura genannt. Das Schloss Altenmuhr entstand im frühen 12. Jahrhundert, das – nicht erhaltene – Neuenmuhrer Schloss etwa ein Jahrhundert später. Im Jahr 1525 wurde durch Veit von Lentersheim die Reformation durchgesetzt. 1632 wurde während des Dreißigjährigen Kriegs fast ganz Neuenmuhr niedergebrannt, nur Schloss und Kirche blieben bestehen. 1752 wurde das Torhaus in Altenmuhr erbaut. Im Jahre 1799 kamen die Muhrer Schlösser – von Friedrich Schiller 1781 in seinem Drama Die Räuber verewigt – in den Besitz des preußischen Ministers Karl August von Hardenberg. 1810 wurden Alten- und Neuenmuhr bayerisch. Die Schlösser gingen 1837 in den Besitz von Wilhelm von Le Suire über. Im Jahr 1938 wurde die jüdische Gemeinde von Altenmuhr unter der Herrschaft der Nationalsozialisten gewaltsam aufgelöst.
Muhr am See existiert in seiner heutigen Form erst seit dem 1. Januar 1976. Im Rahmen der bayerischen Gemeindegebietsreform wurden die beiden Vorläuferorte Altenmuhr und Neuenmuhr zu einer Einheitsgemeinde zusammengefasst. Da zu diesem Zeitpunkt bereits klar war, dass nahe dem Ort später (1986) der Altmühlsee als Teil des Fränkischen Seenlandes entstehen würde, erhielt die neue Gemeinde den Namen „Muhr am See“.
Zu Beginn der 2000er Jahre wurde die Ortsumgehung der Bundesstraße 13 fertiggestellt.

## Politik

### Bürgermeister
- 1976–1988: Herbert Habel
- 1988–2014: Roland Fitzner (CSU)
- ab 1. Mai 2014: Dieter Rampe (Gemeinschaftsliste)[6]

### Gemeinderat
Die Kommunalwahlen führten zu folgenden Sitzverteilungen im Gemeinderat:
|      | Gemeinschaftsliste | Gesamt   |
| 2020 | 14                 | 14 Sitze |
| 2014 | 14                 | 14 Sitze |
| 2008 | 14                 | 14 Sitze |
| 2002 | 14                 | 14 Sitze |

## Wappen
| Wappen von Muhr am See | Blasonierung: „In Rot nebeneinander zwei senkrecht stehende silberne Armbrustsäulen.“ |
| Wappen von Muhr am See |                                                                                       |

## Sehenswürdigkeiten

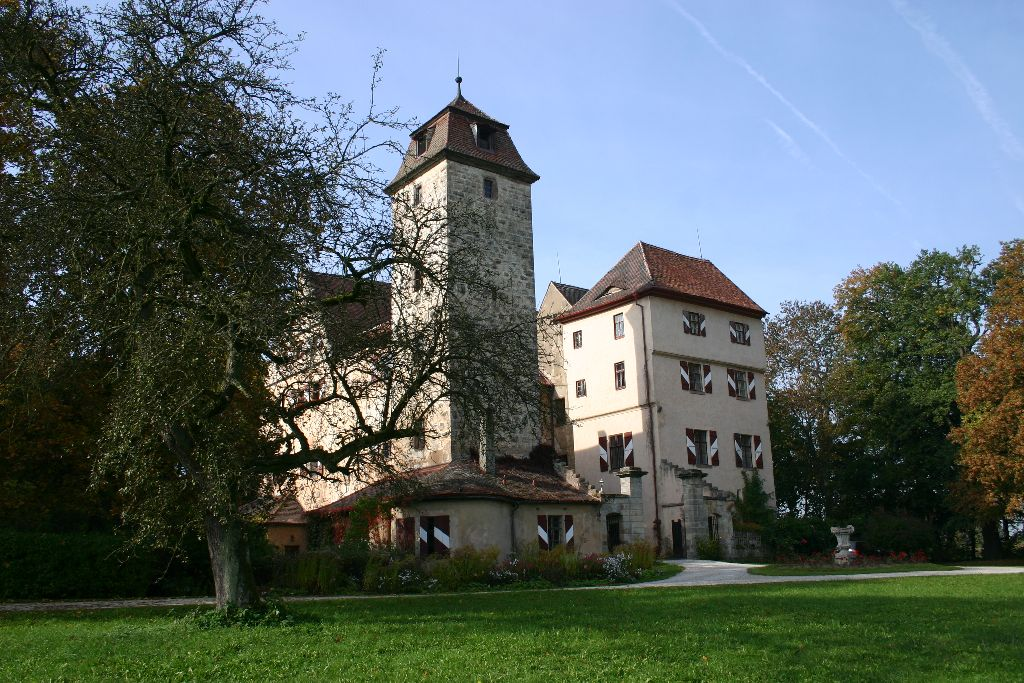
Schloss in Altenmuhr

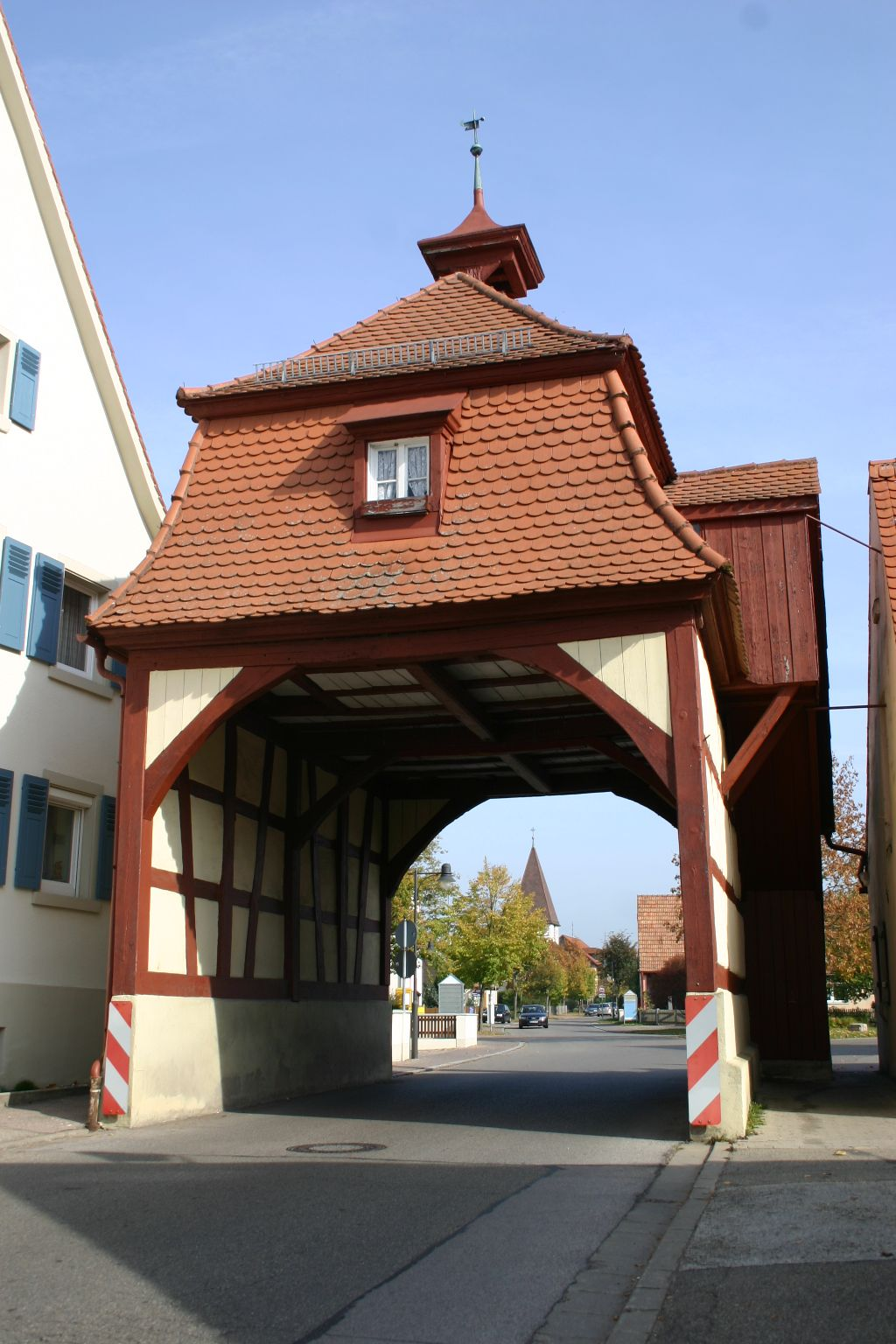
Torhaus in Altenmuhr

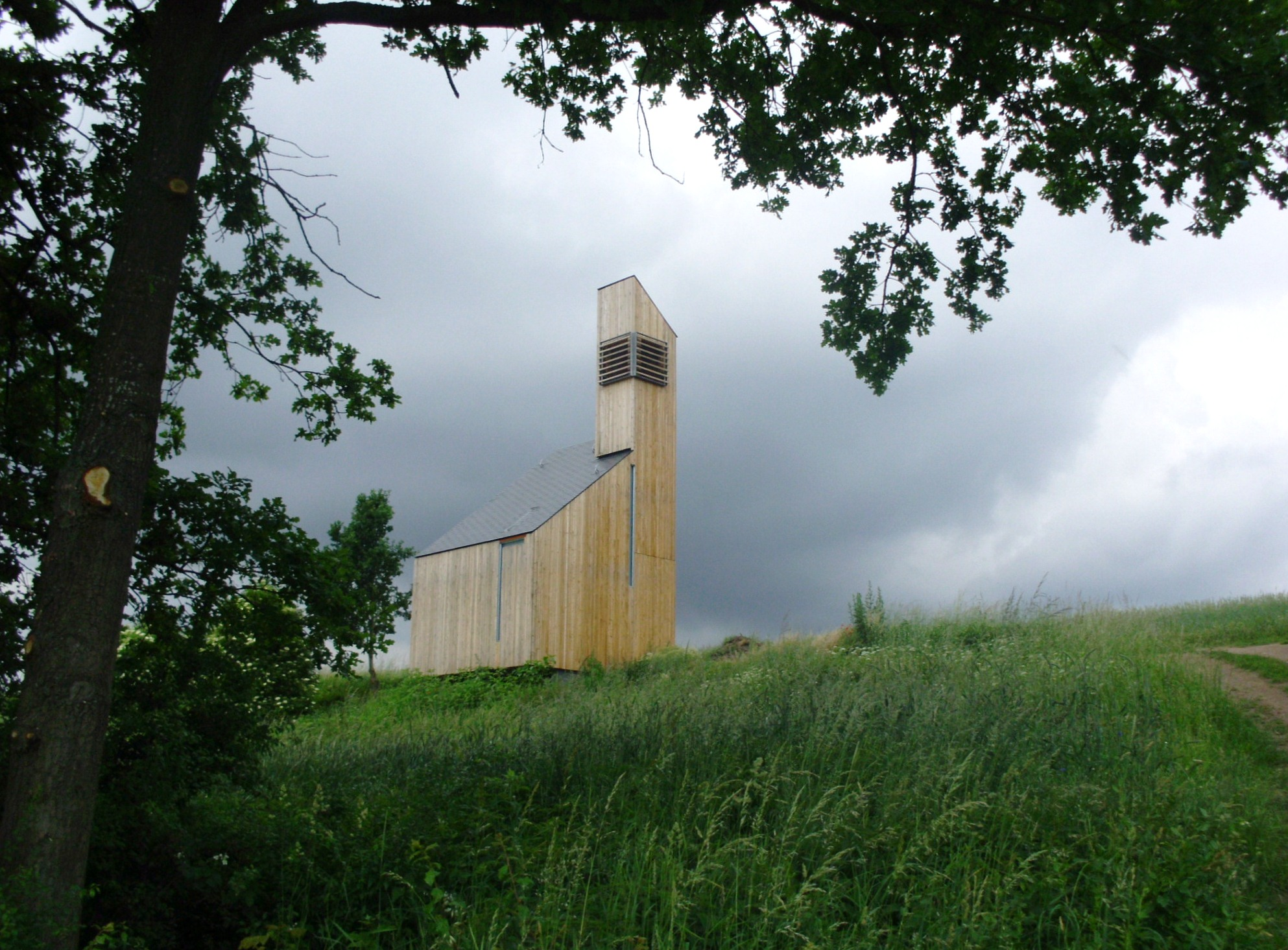
Franziskus-Kapelle

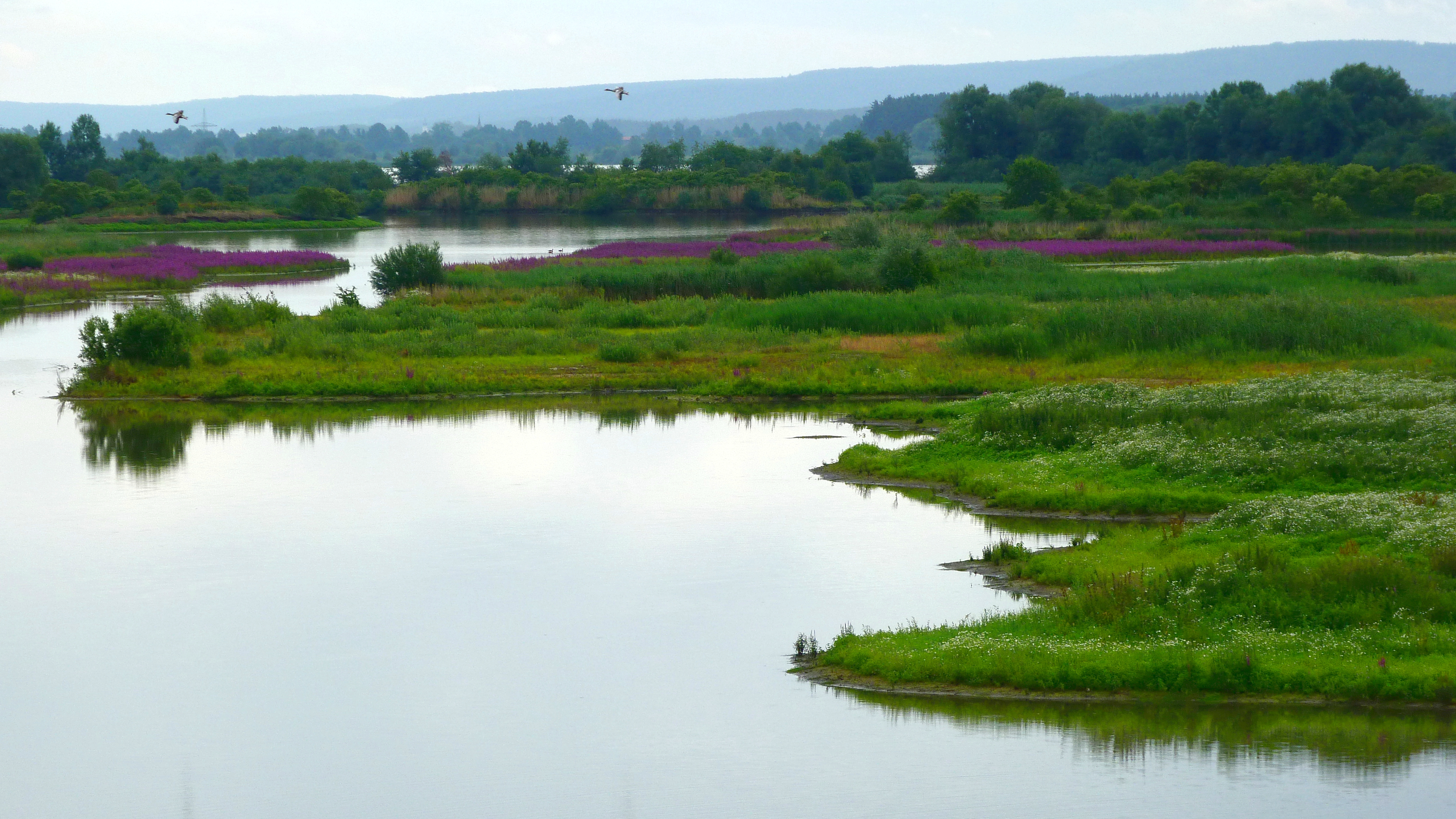
Vogelinsel

### Bauwerke
- Schloss Altenmuhr

Das ursprüngliche Wasserschloss mit seinem Bergfried stammt aus dem 12. Jahrhundert. Es gilt als einer der interessantesten Burgenbauten des oberen Altmühltals. Ursprünglich als quadratische Zwingeranlage mit vier runden Ecktürmen konzipiert, ging es im 19. Jahrhundert seiner Zwingermauern und des Wassergrabens verlustig, so dass jetzt nur noch der Hauptbau aus dem frühen 17. Jahrhundert und der Bergfried zu sehen sind. Dieser hat eine Höhe von 20 Meter und eine Mauerstärke von etwa 1,6 Meter. Der dreigeschossige Westbau mit Volutengiebel birgt im zweiten Obergeschoss reiche Stuckdecken des Nürnbergers Hans Kuhn. Im viergeschossigen, fast turmartigen Ostflügel hat sich in einem Saal eine kostbare Grisailletapete aus der Zeit um 1810/20 erhalten.
Das Schloss wurde ursprünglich von den Herren von Muhr erbaut und befindet sich heute im Privatbesitz der Familie von Le Suire. Es ist nur auf Anfrage zugänglich.
- Torhaus
- Kirche St. Johannis (evangelisch)

Der erste größere bekannte Umbau der Kirche St. Johannis fand 1467 statt. 1798 richtete ein Blitzschlag starke Schäden an; der Turm wurde in seiner heutigen Zwiebelgestalt wieder aufgebaut. Eine Innenrenovierung mit Ersatz der alten Fenster wurde in den Jahren von 1908 bis 1910 vorgenommen; Ende des 20. Jahrhunderts wurde die Kirche sowohl außen als auch innen saniert.
- Kirche St. Jakobus (evangelisch)

St. Jakobus zieht heute vor allem wegen des Storchennestes die Blicke auf sich, das sich seit 1946 auf dem Westgiebel befindet. Die Kirche wurde 1622 erbaut, aber schon zehn Jahre später, als der Rest des Dorfes niedergebrannt wurde, durch plündernde Soldaten ihrer Glocke beraubt. Erst durch eine Stiftung des Gustav von Lentersheim konnte 1726 wieder eine Glocke angeschafft werden.
- Kirche St. Walburgis (katholisch)

Erst 1958 wurde die schlicht gestaltete Walburgiskirche geweiht.
- Franziskus-Kapelle (ökumenisch)

Im Oktober 2013 wurde die auf Privatinitiative von Bürgermeister Roland Fitzner zwischen Muhr und Wehlenberg errichtete Kapelle mit einem Fenster von Johannes Schreiter eingeweiht.
- Witwensitz Julienberg

Der Witwensitz Julienberg stammt aus dem 17. Jahrhundert.
- Gasthaus Zum Hirschen (Muhr am See)

### Veranstaltungen und Freizeitangebote
- Der Tatsache, dass die Handlung der Räuber von Friedrich Schiller in den ursprünglich fünf Muhrer Schlössern angesiedelt war, wird durch Sommerfestspiele Rechnung getragen. Die Altmühlseefestspiele finden auf der Freilichtbühne im Bürgerhof statt.
- Im nahen Mönchswald findet man etwa 150 Kilometer ausgeschilderte Wanderwege vor.
- Das Seezentrum Muhr am See bietet Gastronomie, Sanitärzentrum und Umkleideräume für den Badestrand, Boots- und Fahrradvermietung und eine Bootsanlegestelle. Ferner stehen eine Sportbootanlage mit Land- und Wasserliegeplätzen sowie ein Campingplatz zur Verfügung.
- Zur Vogelinsel gehört ein Informationszentrum und ein ornithologischer Lehrpfad.
- Am Muhrer Bürgerhof befindet sich das Altmühlsee-Informationszentrum, in dem man sich über Technik, Natur und Kultur rund um den Altmühlsee kundig machen kann.

## Wirtschaft
Eine wichtige wirtschaftliche Grundlage des Ortes ist heute – bedingt durch den See und ausgedehnte Wälder in der Umgebung – der Tourismus.

## Verkehr
In Muhr am See halten die Regionalbahnen der Bahnstrecke Treuchtlingen–Würzburg; der Bahnhof liegt im Verkehrsverbund Großraum Nürnberg. Die Bundesstraße 13 führt durch Teile des Orts hindurch.

## Persönlichkeiten

### Söhne und Töchter der Gemeinde
- Wolfgang Popp (1935–2017), Germanist und Literaturwissenschaftler
- Werner Horn (* 1938), österreichischer evangelisch-lutherischer Theologe

### Ehrenbürger
- Johann Löffler (* 5. Juni 1911; † 1. Januar 1999), Bürgermeister von 1966 bis 1975
- Fritz Flath (* 28. Januar 1917; † 14. September 2005), Politiker (FDP)
- Karl Schotterer (* 21. November 1919; † 12. Mai 2009), Gemeinderat
- Roland Fitzner (* 10. September 1942; † 24. November 2018), Bürgermeister von 1988 bis 2014[9]